# Erik Jernström

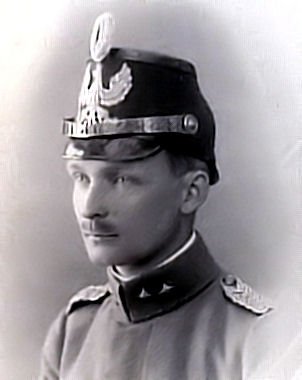
Erik Jernström.

Torsten Erik Jernström, född 1 oktober 1886 i Fredrikshamn, död 14 augusti 1971 i Helsingfors, var en finländsk militär. Han var bror till Harald Jernström.
Jernström anlände till Lockstedter Lager i den första gruppen i februari 1915 och utnämndes ett år senare till Hauptzugführer, den högsta befälsposten bland jägarna. Han befordrades 1918 till major och uppsatte Första jägarregementet, med vilket han deltog i striderna bland annat vid Lembois och Viborg. Han tjänstgjorde från 1919 som chef för Jägarbrigaden, i vilken han blev överste 1923, men tog året därpå avsked för att övergå till affärslivet, där han bland annat var verkställande direktör för förlaget Tieteos 1933–1938. Under vinterkriget var han chef för Egentliga Finlands-Åbolands skyddskårsdistrikt och under fortsättningskriget chef för Sydvästra Finlands militärlän. Han anställdes 1940 hos Huhtamäki Oy och arbetade där fram till pensioneringen 1956.